# Carlos Verger

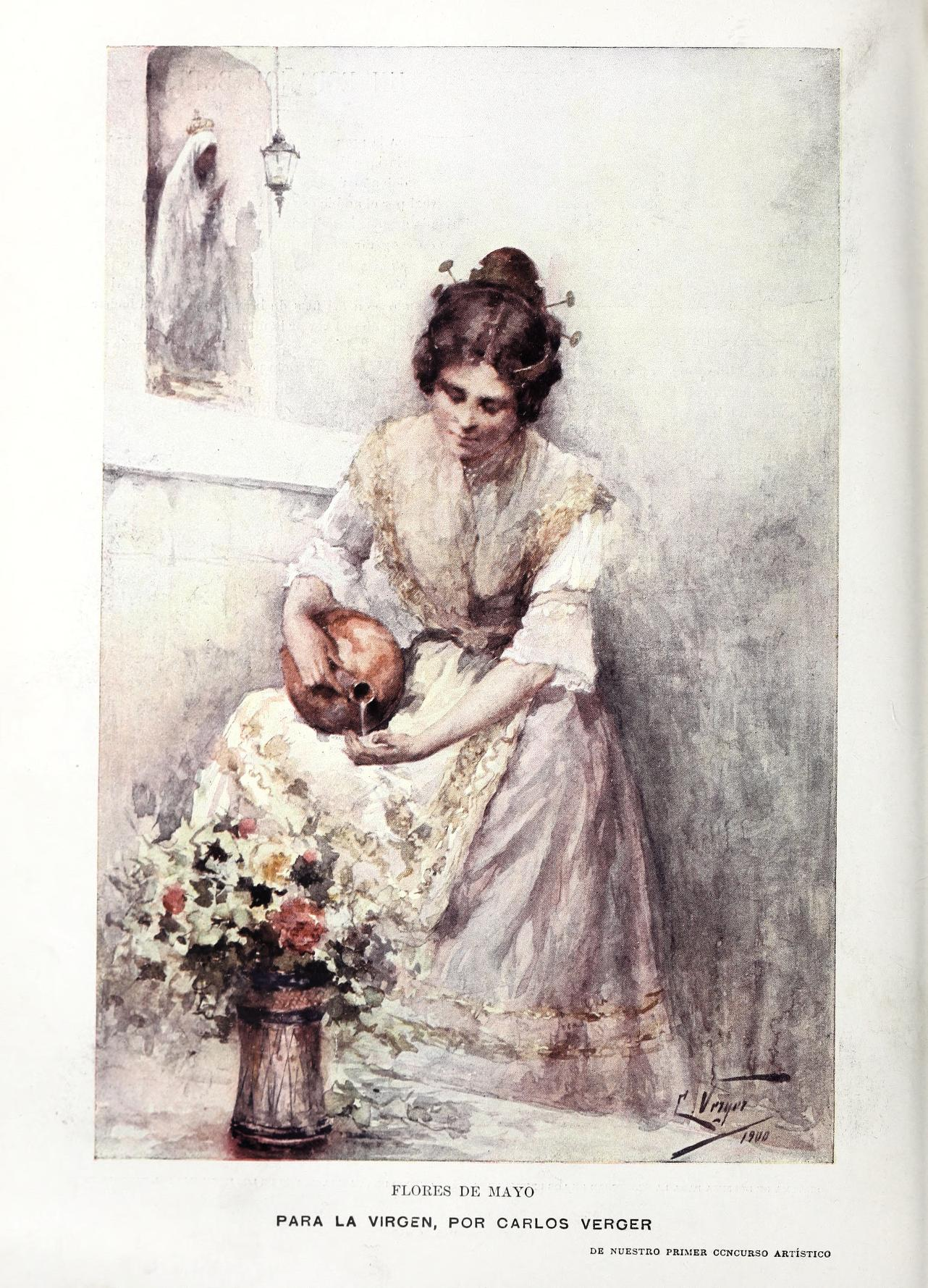
Para la virgen (1901)

Carlos Verger Fioretti (París, 23 de marzo de 1872-Madrid, 28 de mayo de 1929) fue un pintor, cartelista y grabador español. 

## Biografía
Hijo de Napoleone Verger, barítono, y Angelina Fioretti, bailarina, de origen italiano. Estudió en la Escuela de Grabado de la Real Academia de Bellas Artes de San Fernando, donde fue discípulo de Ricardo de los Ríos, al que sucedió en 1910 como catedrático de Grabado Calcográfico.
Como pintor practicó preferentemente la pintura de género y el retrato, con obras como  Pelusa (1901), Alegoría. Figuras femeninas (1905), El autor y su hijo (1912), El camino de las Cruces (1912) y Falenas  (1920).
Como grabador, fue autor de reproducciones y obras originales, con esmerado dibujo y técnica precisa. Entre sus reproducciones destacan El primo de Diego Velázquez y Flevit super illam de Enrique Simonet. Entre las originales, Beethoven, Similia, Carmen, Lavanderas, Carlitos y Foro Romano.
Ganó la Primera medalla de grabado en la Exposición Nacional de Bellas Artes de 1915, y segunda en las de 1904 y 1918.